# Виртанен, Янне
Янне Виртанен (род. 16 ноября 1969 года в Эспоо) — бывший финский стронгмен, сильнейший человек мира 2000 года.
Виртанен проживал в Янаккале, первый опыт в большом спорте получил в греко-римской борьбе (весовая категория 130 кг, завоевал 18 медалей на национальном уровне), также пробовал свои силы в борьбе сумо (занял второе место на чемпионате мира 1997 года в команде).
В World’s Strongest Man он занял второе место в 1999 году и третье место в 2001 году. Помимо этого Виртанен — четырёхкратный сильнейший человек Финляндии (1998, 1999, 2000, 2001), победитель турнира Beauty and the Beast (2000), обладатель Гран-при Хельсинки (2000) и Гран-при Турции (2002). После своего второго подряд неудачного выступления на World’s Strongest Man 2007 года он объявил о своём уходе со спорта, тем не менее в 2008 году всё-таки принял участие в соревновании, но снова выступил неудачно. В настоящее время он работает плотником в Финляндии.